# Buitinga kikura
Buitinga kikura là một loài nhện trong họ Pholcidae. Loài này được phát hiện ở CHDC Congo.